# Quasar J1819+3845
QSO J1819+3845 é um quasar localizado na constelação de Hercules.